# Girl Cops
Girl Cops (걸캅스?, Geol kapseuLR), noto anche con il titolo internazionale Miss & Mrs. Cops, è un film del 2019 scritto e diretto da Jung Da-won.

## Trama
Mi-yeong è una poliziotta che si ritrova a dover lavorare con Ji-hye, poliziotta inesperta e peraltro sua cognata.